# کلاودیو کاماسو
کلاودیو کاماسو (ایتالیایی: Claudio Camaso؛ ‏ ۱۲ ژانویهٔ ۱۹۳۴ – ۱۶ سپتامبر ۱۹۷۷) یک هنرپیشه اهل ایتالیا بود.
از فیلم‌ها یا برنامه‌های تلویزیونی که وی در آن نقش داشته‌است می‌توان به من او را خوب می‌شناختم، ۱۹۰۰، ده‌هزار دلار برای یک قتل‌عام، و بوم‌شناسی جنایت اشاره کرد.